# Katastrofa lotu Vietnam Airlines 815
Katastrofa lotu Vietnam Airlines 815 – która zdarzyła się 3 września 1997. 13-letni Tupolew Tu-134 należący do Vietnam Airlines (lot 815) spadł w Phnom Penh. Zginęło 65 osób, 1 osoba ocalała.

## Przebieg lotu

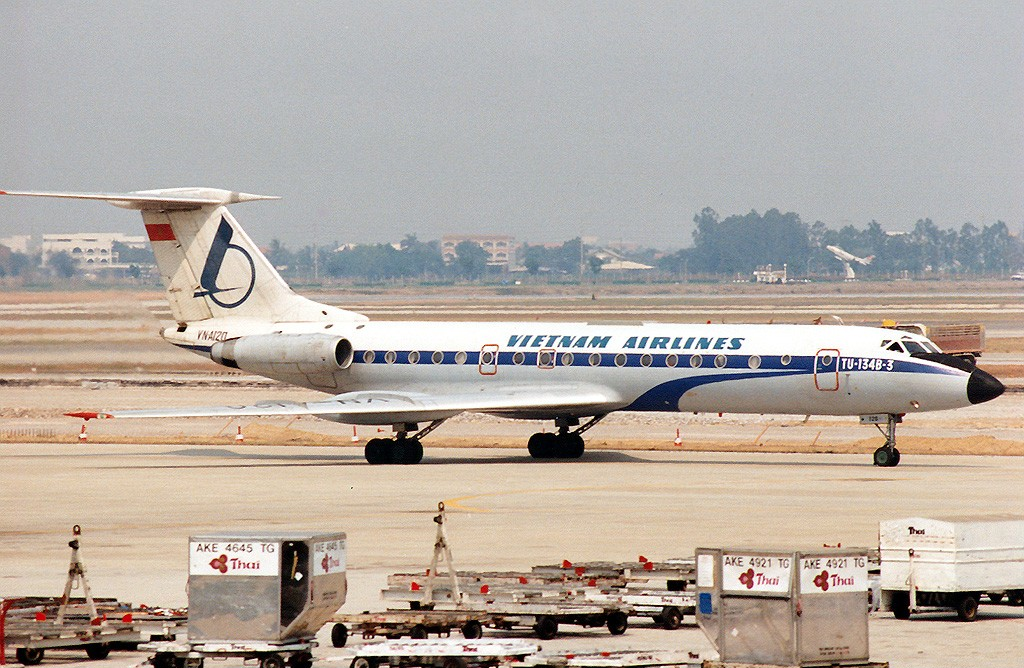
Tu-134, który uległ katastrofie (nr. rej. VN-A120). Zdjęcie wykonano na lotnisku w Bangkoku w kwietniu 1992 roku.

Tupolew Tu-134 miał wykonać lot z miasta Ho Chi Minh do Phnom Penh. Na pokładzie było 66 osób. Samolot podchodził do lądowania z wysokości 7000 stóp (2000 m) od strony zachodniej. Nagle kontrola straciła z maszyną kontakt radiowy. Trzy minuty później samolot spadł.

## Przyczyny
Przyczyną katastrofy był błąd pilota. Pilot kontynuował schodzenie z 2000 metrów na 30 metrów, pomimo tego że nie widział pasa, ignorując tym samym prośby pierwszego oficera i mechanika pokładowego. Kiedy samolot uderzył w drzewa, pilot zorientował się w sytuacji i nieskutecznie próbował przerwać podejście. Mimo wysiłków inżyniera pokładowego nie udało się odzyskać kontroli nad samolotem, który ostatecznie uderzył w ziemię.

## Narodowości ofiar katastrofy
| Kraj             | Pasażerowie | Załoga | Razem |
| ---------------- | ----------- | ------ | ----- |
| Tajwan           | 22          | –      | 22    |
| Korea Południowa | 21          | –      | 21    |
| Wietnam          | 2           | 6      | 8     |
| Chiny            | 6           | –      | 6     |
| Kambodża         | 3           | –      | 3     |
| Kanada           | 2           | –      | 2     |
| Australia        | 1           | –      | 1     |
| Japonia          | 1           | –      | 1     |
| Portugalia       | 1           | –      | 1     |
| Wielka Brytania  | 1           | –      | 1     |
| Razem            | 61          | 6      | 67    |